# Левино-Волжское
Ле́вино-Во́лжское — деревня в Волжском сельском округе Волжского сельского поселения Рыбинского района Ярославской области.
Деревня расположена на левом берегу реки Яковка в её нижнем течении, на удалении около 1 км от правого берега реки Волги. Она стоит c северной стороны автомобильной дороги Р151 Рыбинск—Тутаев (по правому берегу Волги). В 500 м к северо-востоку, на правом берегу реки Яковки, непосредственно напротив Левино находится деревня Степановское, на северо-запад на том же берегу Яковки, деревня Демидовское. Основная улица деревни Левино ориентирована вдоль дороги на Демидовское. В направлении на юго-запад на расстоянии около 1 км крупный посёлок Ермаково, центр поселения. Между Левино и Ермаково расположено садовое товарищество. Деревня находится в окружении сельскохозяйственных угодий, лесов в окрестностях нет.
На 1 января 2007 года в деревне не числилось постоянных жителей. Деревня обслуживается почтовым отделением Ермаково-Первое. По почтовым данным в деревне 4 дома.